# Anaplectoides masseyi
Anaplectoides masseyi är en fjärilsart som beskrevs av Edward Alfred Cockayne 1952. Anaplectoides masseyi ingår i släktet Anaplectoides och familjen nattflyn. Inga underarter finns listade i Catalogue of Life.